# Julien Gorius
Pour les articles homonymes, voir Gorius.
Julien Gorius, né le 17 mars 1985 à Metz en France, est un ancien footballeur français. Il est actuellement directeur sportif du FCV Dender EH.

## Biographie
Julien Gorius est né à Metz, en Moselle, le 17 mars 1985. 
En 1998, il intègre le centre de préformation de Madine, pour deux ans. 
Julien Gorius était un joueur professionnel. Il prend sa retraite en juillet 2019. 
Il est passé par le FC Metz, le FC Molenbeek Brussels, FC Malines (KV Mechelen), Changchun Yatai et termine sa carrière au OH Louvain. 
Auteur d’une saison 2011-2012 de très bonne facture avec le FC Malines, le français Julien Gorius fut suivi par plusieurs formations de Ligue 1. 
Finalement, le 30 avril 2012, il signe au KRC Genk un contrat de 4 années plus 1 année en option. 
A 30 ans, le 23 février 2016, il quitte Genk pour la Chine pour une saison avant de revenir en Belgique en Division 1B à OH Louvain.

## Palmarès
- Vainqueur de la Coupe de Belgique en 2013 avec le RC Genk.